# Poecilagenia
Poecilagenia ist eine Gattung der Wegwespen (Pompilidae). In Europa treten zwei Arten auf.

## Merkmale
Bei den Arten der Gattung Poecilagenia handelt es sich um kleine bis mittelgroße Wegwespen. Kopf und Thorax sind deutlich punktförmig strukturiert. Die nahezu flache Stirnplatte (Clypeus) ist kurz und breit und der apikale Rand ist schwach konvex oder gerade. Das Labrum ist nahezu vollständig von der Stirnplatte verdeckt. Die Fühler sind kurz und mittig am dicksten. Die Mandibeln sind kräftig und haben ein zusätzliches Zähnchen. Das Metapostnotum ist viel kürzer als das Metanotum. Das Propodeum krümmt sich nach hinten zunehmend. Es ist stark grob strukturiert. Die Vorderflügel haben bei den Weibchen bräunliche Binden, bei den Männchen sind sie durchsichtig. Das Flügelmal (Pterostigma) ist groß und hat ungefähr die Länge der dritten Submarginalzelle. Die Hinterbeine haben kurze Dornen. Die Tarsen der Vorderbeine haben keine Tarsalkämme. Die Basis des ersten Tergums am Hinterleib ist gestielt. Der Hinterleib ist glänzend und fein mit Mikrostrukturen versehen. Bei den Weibchen hat das zweite Sternum eine Querrille, das sechste Sternum ist mehr oder weniger abgerundet. Dem sechsten Tergum fehlt der Pygidialbereich und es hat kurze, anliegende Haare an der Spitze. Bei den Männchen ist der kurze Hinterleib kürzer als der Thorax.

## Lebensweise
Die Wespen sind Kleptoparasiten und rauben die Beute aus den Nestern von Wegwespen der Gattungen Priocnemis und Auplopus.

## Arten (Europa)
- Poecilagenia rubricans (Lepeletier, 1845)
- Poecilagenia sculpturata (Kohl, 1898)

## Belege